# Torneo masculino de fútbol en los Juegos Panamericanos de 2011
El Torneo de fútbol masculino en los Juegos Panamericanos de Guadalajara 2011 se disputó entre el 19 y el 28 de octubre de 2011.
En el evento solo podían participar jugadores categoría sub-22, más tres que superen dicha edad. En comparación con el fútbol en Río de Janeiro 2007 se redujo la cantidad de 12 a 8 selecciones participantes.
Accedieron al torneo los 4 primeros del Campeonato Sudamericano Sub-17 de 2011 y los 4 primeros del Campeonato Sub-20 de la Concacaf de 2011.

## Sede
| México            |
| Guadalajara       |
| Jalisco           |
| ----------------- |
| Estadio Omnilife  |
| Capacidad: 46,232 |
|                   |

## Equipos participantes
| Concacaf | Conmebol |

| Equipos participantes | Equipos participantes | Equipos participantes | Equipos participantes |
| --------------------- | --------------------- | --------------------- | --------------------- |
| Argentina             | Costa Rica            | Ecuador               | México                |
| Brasil                | Cuba                  | Trinidad y Tobago     | Uruguay               |

## Calendario y resultados
- Los horarios corresponden a la hora de Guadalajara (UTC-5)
- Leyenda: Pts: Puntos; PJ: Partidos jugados; PG: Partidos ganados; PE: Partidos empatados; PP: Partidos perdidos; GF: Goles a favor; GC: Goles en contra; Dif: Diferencia de goles.

### Primera fase

#### Grupo A
| Equipos           | Pts | PJ | PG | PE | PP | GF | GC | Dif |
| ----------------- | --- | -- | -- | -- | -- | -- | -- | --- |
| México            | 7   | 3  | 2  | 1  | 0  | 8  | 4  | 4   |
| Uruguay           | 4   | 3  | 1  | 1  | 1  | 4  | 6  | -2  |
| Trinidad y Tobago | 3   | 3  | 0  | 3  | 0  | 3  | 3  | 0   |
| Ecuador           | 1   | 3  | 0  | 1  | 2  | 2  | 4  | -2  |

| 25 de octubre de 2011, 10:00 | Uruguay   | 1:1 (1:1) | Trinidad y Tobago | Estadio Omnilife, Guadalajara                                       |                                                                     |
| | Abero 17' | Reporte   | Winchester 10'    | Asistencia: 450 espectadores Árbitro(s): Marlon Mejía (El Salvador) | Asistencia: 450 espectadores Árbitro(s): Marlon Mejía (El Salvador) |
| El partido iba a disputarse el 19 de octubre a las 13:00, pero fue cambiado de fecha por retraso del viaje de Uruguay provocado por nubes de ceniza volcánica provenientes de Chile. |           |           |                   |                                                                     |                                                                     |

| 19 de octubre de 2011, 20:00 | México                     | 2:1 (1:1) | Ecuador  | Estadio Omnilife, Guadalajara                                          |                                                                        |
|                              | Peralta 24' · Enríquez 80' | Reporte   | Congo 7' | Asistencia: 31.265 espectadores Árbitro(s): Marlon Mejía (El Salvador) | Asistencia: 31.265 espectadores Árbitro(s): Marlon Mejía (El Salvador) |

| 21 de octubre de 2011, 13:00 | Ecuador | 0:1 (0:1) | Uruguay  | Estadio Omnilife, Guadalajara                                      |                                                                    |
|                              |         | Reporte   | Puppo 4' | Asistencia: 8.880 espectadores Árbitro(s): Erick Andino (Honduras) | Asistencia: 8.880 espectadores Árbitro(s): Erick Andino (Honduras) |

| 21 de octubre de 2011, 20:00 | México      | 1:1 (1:1) | Trinidad y Tobago | Estadio Omnilife, Guadalajara                                    |                                                                  |
|                              | Peralta 30' | [http://info.guadalajara2011.org.mx/ESP/FB/FBR173A_FBM400400A0100002ESP.htm (enlace roto disponible en Internet Archive; véase el historial, la primera versión y la última). Reporte] | Gay 12'           | Asistencia: 37.158 espectadores Árbitro(s): Omar Ponce (Ecuador) | Asistencia: 37.158 espectadores Árbitro(s): Omar Ponce (Ecuador) |

| 23 de octubre de 2011, 10:00 | Trinidad y Tobago | 1:1 (0:1) | Ecuador      | Estadio Omnilife, Guadalajara                                     |                                                                   |
|                              | Casear 69'        | Reporte   | Quiñónez 17' | Asistencia: 11.745 espectadores Árbitro(s): David Gantar (Canadá) | Asistencia: 11.745 espectadores Árbitro(s): David Gantar (Canadá) |

| 23 de octubre de 2011, 17:00 | México                                                | 5:2 (3:0) | Uruguay                         | Estadio Omnilife, Guadalajara                                     |                                                                   |
|                              | Amione 15' 48' · Ponce 29' · Zavala 42' · Peralta 71' | Reporte   | Prieto 51' · Maxi Rodríguez 57' | Asistencia: 36.471 espectadores Árbitro(s): Raúl Orosco (Bolivia) | Asistencia: 36.471 espectadores Árbitro(s): Raúl Orosco (Bolivia) |

#### Grupo B
| Equipos    | Pts | PJ | PG | PE | PP | GF | GC | Dif |
| ---------- | --- | -- | -- | -- | -- | -- | -- | --- |
| Argentina  | 7   | 3  | 2  | 1  | 0  | 5  | 1  | 4   |
| Costa Rica | 6   | 3  | 2  | 0  | 1  | 4  | 4  | 0   |
| Brasil     | 2   | 3  | 0  | 2  | 1  | 2  | 4  | -2  |
| Cuba       | 1   | 3  | 0  | 1  | 2  | 0  | 2  | -2  |

| 19 de octubre de 2011, 10:00 | Costa Rica | 1:0 (0:0) | Cuba | Estadio Omnilife, Guadalajara                                        |                                                                      |
|                              | Blanco 55' | Reporte   |      | Asistencia: 6.395 espectadores Árbitro(s): Ricardo Arellano (México) | Asistencia: 6.395 espectadores Árbitro(s): Ricardo Arellano (México) |

| 19 de octubre de 2011, 17:00 | Argentina  | 1:1 (0:0) | Brasil       | Estadio Omnilife, Guadalajara                                   |                                                                 |
|                              | Araujo 74' | Reporte   | Henrique 63' | Asistencia: 8.107 espectadores Árbitro(s): Omar Ponce (Ecuador) | Asistencia: 8.107 espectadores Árbitro(s): Omar Ponce (Ecuador) |

| 21 de octubre de 2011, 10:00 | Costa Rica | 0:3 (0:1) | Argentina                                   | Estadio Omnilife, Guadalajara                                    |                                                                  |
|                              |            | Reporte   | Fragapane 40' · Pezzella 60' · Kruspzky 76' | Asistencia: 6.990 espectadores Árbitro(s): David Gantar (Canadá) | Asistencia: 6.990 espectadores Árbitro(s): David Gantar (Canadá) |

| 21 de octubre de 2011, 17:00 | Brasil | 0:0     | Cuba | Estadio Omnilife, Guadalajara                                     |                                                                   |
|                              |        | Reporte |      | Asistencia: 19.494 espectadores Árbitro(s): Raúl Orosco (Bolivia) | Asistencia: 19.494 espectadores Árbitro(s): Raúl Orosco (Bolivia) |

| 23 de octubre de 2011, 13:00 | Cuba | 0:1 (0:0) | Argentina | Estadio Omnilife, Guadalajara       |                                     |
|                              |      | Reporte   | Laba 80'  | Árbitro(s): Erick Andino (Honduras) | Árbitro(s): Erick Andino (Honduras) |

| 23 de octubre de 2011, 20:00 | Brasil       | 1:3 (1:3) | Costa Rica                 | Estadio Omnilife, Guadalajara                                         |                                                                       |
|                              | Henrique 30' | Reporte   | Vega 1' · McDonald 20' 43' | Asistencia: 36.471 espectadores Árbitro(s): Ricardo Arellano (México) | Asistencia: 36.471 espectadores Árbitro(s): Ricardo Arellano (México) |

### Segunda fase
|  | Semifinales                | Semifinales                |   |                            | Final                      | Final |  |
|  |                            |                            |   |                            |                            |       |  |
|  |                            |                            |   |                            |                            |       |  |
|  | Guadalajara, 26 de octubre |                            |   |                            |                            |       |  |
|  | Argentina                  | 1                          |   |                            |                            |       |  |
|  | Uruguay                    | 0                          |   |                            |                            |       |  |
|  |                            |                            |   |                            |                            |       |  |
|  |                            |                            |   |                            | Guadalajara, 28 de octubre |       |  |
|  |                            |                            |   |                            | Argentina                  | 0     |  |
|  |                            | México                     | 1 |                            |                            |       |  |
|  |                            |                            |   |                            |                            |       |  |
|  |                            |                            |   |                            |                            |       |  |
|  |                            |                            |   |                            | Tercer lugar               |       |  |
|  | Guadalajara, 26 de octubre | Guadalajara, 26 de octubre |   | Guadalajara, 28 de octubre | Guadalajara, 28 de octubre |       |  |
|  | México                     | 3                          |   | Uruguay                    | 2                          |       |  |
|  | Costa Rica                 | 0                          |   |                            | Costa Rica                 | 1     |  |

#### Semifinales
| 26 de octubre de 2011, 17:00 | México              | 3:0 (2:0) | Costa Rica | Estadio Omnilife, Guadalajara       |                                     |
|                              | Peralta 19' 38' 46' | [http://info.guadalajara2011.org.mx/ESP/FB/FBR173A_FBM400400I0200002ESP.htm (enlace roto disponible en Internet Archive; véase el historial, la primera versión y la última). Reporte] |            | Árbitro(s): Erick Andino (Honduras) | Árbitro(s): Erick Andino (Honduras) |

| 26 de octubre de 2011, 20:00 | Argentina    | 1:0 (1:0) | Uruguay | Estadio Omnilife, Guadalajara    |                                  |
|                              | Pezzella 10' | Reporte   |         | Árbitro(s): Omar Ponce (Ecuador) | Árbitro(s): Omar Ponce (Ecuador) |

#### Partido por la medalla de bronce
| 28 de octubre de 2011, 17:00 | Uruguay               | 2:1 (0:0) | Costa Rica          | Estadio Omnilife, Guadalajara     |                                   |
|                              | Silva 48' · Píriz 61' | Reporte   | McDonald 81' (pen.) | Árbitro(s): Raúl Orosco (Bolivia) | Árbitro(s): Raúl Orosco (Bolivia) |

#### Final
| 28 de octubre de 2011, 20:00 | Argentina | 0:1 (0:0) | México     | Estadio Omnilife, Guadalajara          |                                        |
|                              |           | Reporte   | Amione 75' | Árbitro(s): Marlon Mejía (El Salvador) | Árbitro(s): Marlon Mejía (El Salvador) |

| Bandera de México      |
| Campeón México         |
| 4° título Panamericano |

## Estadísticas
| # | Equipos           | Pts | PJ | PG | PE | PP | GF | GC | Dif | Rend  |
| - | ----------------- | --- | -- | -- | -- | -- | -- | -- | --- | ----- |
| 1 | México            | 13  | 5  | 4  | 1  | 0  | 12 | 4  | +8  | 86.6% |
| 2 | Argentina         | 10  | 5  | 3  | 1  | 1  | 6  | 2  | +4  | 66.6% |
| 3 | Uruguay           | 7   | 5  | 2  | 1  | 2  | 6  | 8  | -2  | 46.6% |
| 4 | Costa Rica        | 6   | 5  | 2  | 0  | 3  | 5  | 9  | -4  | 40.0% |
| 5 | Trinidad y Tobago | 3   | 3  | 0  | 3  | 0  | 3  | 3  | 0   | 33.3% |
| 6 | Brasil            | 2   | 3  | 0  | 2  | 1  | 2  | 4  | -2  | 22.2% |
| 7 | Ecuador           | 1   | 3  | 0  | 1  | 2  | 2  | 4  | -2  | 11.1% |
| 8 | Cuba              | 1   | 3  | 0  | 1  | 2  | 0  | 2  | -2  | 11.1% |

## Medallero
| Evento                     | Oro          | Plata           | Bronce        |
| -------------------------- | ------------ | --------------- | ------------- |
| Torneo masculino de fútbol | México (MEX) | Argentina (ARG) | Uruguay (URU) |

### Goleadores
| Jugador           | Selección  | Goles |
| ----------------- | ---------- | ----- |
| Oribe Peralta     | México     | 6     |
| Jonathan McDonald | Costa Rica | 3     |
| Jerónimo Amione   | México     | 3     |
| Germán Pezzella   | Argentina  | 2     |
| Henrique Almeida  | Brasil     | 2     |